# Athenaios
Athenaios (griechisch Ἀθήναιος Ναυκράτιος Athḗnaios Naukrátios, lateinisch Athenaeus Naucratita, selten Naucratitus) war ein griechischer Poikilograph aus Naukratis in Ägypten. Athenaios wirkte während der Herrschaft der severischen Kaiser (193 bis 235) und lebte anfangs in Alexandria, später in der Hauptstadt Rom.

## Werk

Deipnosophistae, 1535

Athenaios soll ein Werk Über die syrischen Könige (griechisch περὶ τῶν ἐν Συρίᾳ βασιλευσάντων) verfasst haben, das nicht erhalten ist (Die Fragmente der griechischen Historiker Nr. 166), sowie weitere heute verlorene Abhandlungen, auf die er wiederholt selbst verweist. Sein Hauptwerk sind jedoch die Deipnosophistai (griechisch Δειπνοσοφισταί; deutsch Gastmahl der Gelehrten) in ursprünglich 30 Büchern, die in der Überlieferung auf 15 verkürzt sind, von denen die ersten drei nur in Auszügen erhalten sind. Nach dem literarischen Vorbild von Platons Symposion berichtet Athenaios seinem Freund Timokrates über die Teilnahme an einem mehrtägigen Gastmahl in Rom. Der Gastgeber Publius Livius Larensis und seine insgesamt 29 Gäste behandeln in Form von Tischgesprächen die altgriechischen Sitten und Gebräuche, das Alltagsleben, die politische Geschichte, zeitgenössische Kunst (unter anderem die attische Komödie) und Wissenschaft, weniger jedoch die Philosophie, der Athenaios nicht sehr zugeneigt war. Dabei werden über 700 antike Autoren zitiert, wobei die meisten davon ohne die Zitierung bei Athenaios sonst unbekannt wären. Es ist allerdings nicht immer klar, ob Athenaios die entsprechenden Werke selbst gelesen hat oder ob er teilweise aus Zwischenquellen geschöpft hat. Die Sammlung von Zitaten ist jedenfalls gerade aufgrund des Verlusts zahlreicher dieser Werke von großem Wert.
Die Teilnehmer des Gastmahls sind teilweise an reale Persönlichkeiten angelehnt, wie der Gastgeber. Bei anderen Personen spielen fiktive Elemente mit hinein. Die im Werk geäußerte Kritik an Kaiser Commodus (180 bis 192) lässt vermuten, dass das Werk bald nach 193 entstanden ist.
Die Überlieferung stützt sich in erster Linie auf einen 1423 aus Konstantinopel nach Italien gebrachten Codex. 1514 erschien bei Aldus Manutius eine von Marcus Musurus herausgegebene Ausgabe im Druck, die 2012 einen Verkaufspreis von 45.000 Schweizer Franken erzielte.
Die Standardausgabe des Textes ist die von Georg Kaibel herausgegebene. Bei der Zitierung wird meist die auf die Ausgabe von Isaac Casaubon zurückgehende Seitenzählung verwendet, die durch eine Kleinbuchstaben verwendende Abschnittszählung ergänzt wird. Der vollständige Text ist in nur einem einzigen Manuskript (A) erhalten, die Auszüge sind in zwei Manuskripten (C und E) erhalten.

## Ausgaben
- Georg Kaibel (Hrsg.): Athenaei Naucratitae Dipnosophistarum libri 15. 3 Bde. Teubner, Leipzig 1887–1890, Teubner, Stuttgart 1985–1992, Bd. 1 (Buch I-V), Bd. 2 (Buch VI-X), Bd. 3 (Buch XI-XV und Anhänge).
- Stuart Douglas Olson (Hrsg.): Deipnosophistae  (= Bibliotheca scriptorum Graecorum et Romanorum Teubneriana). 5 Bde. De Gruyter, Berlin/Boston 2019–2024.
- Ursula und Kurt Treu (Auswahl und Übersetzung): Das Gelehrtenmahl. 2. Auflage, Dieterich, Leipzig 1987, ISBN 3-7350-0029-0
- Claus Friedrich (Einleitung und Übersetzung), Thomas Nothers (Kommentar): Athenaios. Das Gelehrtenmahl. 5 Bände. Herausgegeben von Peter Wirth. Hiersemann, Stuttgart 1998–2001, ISBN 978-3-7772-9813-9.
- Charles Burton Gulick: The Deipnosophists. 7 Bde. Loeb Classical Library. Heinemann, London 1927–1941 (griechischer Text und englische Übersetzung). (Diese ältere Ausgabe von Charles Burton Gulick wurde inzwischen durch die von S. Douglas Olson unter dem Titel The Learned Banqueters in 8 Bänden ersetzt.)
- Charles Duke Yonge (Übersetzung): The Deipnosophists; or, Banquet of the learned, of Athenaeus. With an appendix of poetical fragments, rendered into English verse by various authors, and a general index. 3 Bde. Bohn, London 1854, Bd. 1 (Buch I-VI), Bd. 2 (Buch VII-XI), Bd. 3 (Buch XII-XV) (englische Übersetzung ohne Seitenzählung).